# Asesinato de Valeria Cruz Medel
El asesinato de Valeria Mariann Cruz Medel (n. 27 de octubre de 1995) hace referencia a un caso judicial, en el que la joven de dicho nombre e hija de la diputada mexicana Carmen Medel Palma del partido Movimiento Regeneración Nacional (MORENA), fue acribillada en un gimnasio ubicado en Ciudad Mendoza, en el estado de  Veracruz, México, el 8 de noviembre de 2018.
La sesión ordinaria de la Cámara de Diputados fue suspendida después de que la diputada Medel Palma fuera notificada del homicidio. En consecuencia los diputados de la LXIV Legislatura consensuaron al pedir justicia sobre el caso y un pronto esclarecimiento del mismo al gobernador de Veracruz en turno, Miguel Ángel Yunes Linares.

## Descripción de los hechos
El asesinato ocurrió a mediodía del 8 de noviembre de 2018, la joven Valeria Mariann Cruz Medel, de veintitrés años y estudiante de la Facultada de Medicina de la Universidad Veracruzana, acudió al gimnasio de nombre Sport a dos cuadras del Palacio Municipal de Ciudad Mendoza en Veracruz, México. Cruz Medel se encontraba realizando su rutina de ejercicios en el tercer piso del lugar, cuando un comando armando ingresó al inmueble y se dirigió directamente hacia donde ella estaba acribillándola al instante. Valeria recibió al menos nueve disparos. De acuerdo a testimonios, las detonaciones alertaron a la gente del gimnasio quienes llamaron a la policía. Para cuando estos llegaron, Cruz Medel había muerto y el comando armado se había dado a la fuga en una camioneta negra. Los peritos acordonaron la zona e impidieron el paso de la ciudadanía.
Esa tarde, la Cámara de Diputados sesionaba ordinariamente en el tema de iniciativas, cuando la diputada Carmen Medel Palma recibió una llamada en la que le informaron del asesinato de su hija. Medel Palma entró en una crisis nerviosa lo que provocó que el diputado Marco Antonio Adame del Partido Acción Nacional solicitará la ayuda al servicio de atención para tranquilizarla. En ese momento se convocó a un receso. Algunos de los presentes grabaron la reacción de la diputada, mientras que otros ayudaron a auxiliarla. Después de sacarla del recinto, el presidente de la Mesa Directiva, Porfirio Muñoz Ledo retomó la sesión únicamente para expresar la solidaridad de la Legislatura hacia Carmen Medel y añadió: "No puedo dejar pasar éste momento sin subrayar el grave estado en que se encuentra la nación. La vulnerabilidad de las familias y sobre todo, la impunidad, que en éste caso no la hay". Acto seguido Muñoz Ledo levantó la sesión de manera definitiva.

## Investigación posterior
En consecuencia, diputados del partido Movimiento de Regeneración Nacional hicieron un llamado al gobernador de Veracruz, Miguel Ángel Yunes Linares para esclarecer el crimen y encontrar a los responsables. La noche del 8 de noviembre, Yunez Linares declaró a medios que el homicidio de Valeria Cruz había sido producto de una confusión, debido a que el comando armado iba en búsqueda de otra mujer con nexos criminales que también acudía al mismo gimnasio. El presunto perpetrador o autor material, quien en un inicio fue identificado como "El Richy", fue encontrado ejecutado la misma noche dentro de la misma camioneta desde la que supuestamente había emprendido huida tras asesinar a Valeria Cruz. Se presume que "El Richy" confundió a Valeria con una mujer ligada a uno de los jefes de Los Zetas, un grupo criminal que opera en Veracruz. Miguel Ángel Yunes Linares presume que el Cártel de Jalisco Nueva Generación (CJNG), grupo rival de Los Zetas, asesinó a "El Richy" por confundir a Valeria. El CJNG buscaba asesinar a la mujer que acudía al mismo gimnasio que Valeria.
Miguel Ángel Yunes Linares añadió que las investigaciones continuarían para dar con los cómplices, por lo que el fiscal del estado acudiría a Ciudad Mendoza para hacerse cargo de las investigaciones. Por su parte la  Comisión Nacional de los Derechos Humanos (CNDH) exhortó a las autoridades correspondientes a que se otorguen medidas de protección la diputada Carmen Medel, además de la contención emocional necesaria.
Al día después de su asesinato, la policía estatal y elementos de la marina encontraron cuatro hombres decapitados y con sus lenguas cortadas en un domicilio de Ciudad Mendoza. Investigadores no descartan que este cuádruple homicidio fue un "ajuste de cuentas" por parte del crimen organizado por el "calentamiento de la plaza" que surgió tras el asesinato de Valeria.

## Autoría del asesinato
Durante los siguientes días, la opinión pública destacó algunas inconsistencias en el caso. Se criticó la postura de Miguel Ángel Yunes quien dictaminó todo el informe basado únicamente en una llamada anónima. En el momento en el que Carmen Medel fue avisada de la muerte de su hija, una de las primeras consignas que gritó dentro de la Cámara de Diputados fue: "maldito Yunes".
El 9 de noviembre, el gobernador electo de Veracruz y sucesor de Yunes, Cuitláhuac García Jiménez declaró a MVS Noticias que rechazaba la versión oficial sobre el homicidio alegando: "En las primeras versiones se supo que el homicida esperó a la víctima hasta identificarla, por lo cual él (el asesino) no tenía confusión sobre a quién estaba esperando para matar, y fueron nueve balazos, por lo cual el supuesto error no es creíble". El mismo día de la declaración de García Jiménez, Valeria fue velada en un funeral resguardado por el ejército. 